# 山中宏予
山中 宏予（やまなか ひろよ、1999年11月11日 - ）は、日本の女子バレーボール選手。

## 来歴
埼玉県和光市出身。12歳の頃、友人に誘われてたのをきっかけにバレーボールを始める。
細田学園高等学校、青山学院大学を経て、2022年1月、V.LEAGUE DIVISION1 WOMEN（V1女子）に所属する埼玉上尾メディックスの内定選手になる。2022年4月、同チームに正式入団。
2022年、日本代表登録メンバーに選出された。同年8月、AVCカップに出場してチームの優勝に貢献し、自身もベストミドルブロッカーを受賞した。埼玉上尾公式サイトを通して、受賞を自信につなげリーグ戦に向けて頑張るとコメントした。
2022年11月13日、2022-23シーズンのV1でスタメンに抜擢され、Vリーグでもデビューを果たした。
2023年、FISUワールドユニバーシティゲームズ（2021成都）のユニバーシアード日本代表に選出。銀メダルを獲得した。
2024年、2年ぶりに日本代表に選出された。

## 球歴
- 日本代表 （2022年、2024年-）
  - AVCカップ - 2022年
- ユニバーシアード日本代表 - 2023年

## 所属チーム
- 細田学園高等学校（2015-2018年）
- 青山学院大学（2018-2022年）
- 埼玉上尾メディックス（2022年-） #1

## 受賞歴
- 2022年 - AVCカップ ベストミドルブロッカー